# Nová Sedlica
Nová Sedlica est un village de Slovaquie situé dans la région de Prešov. Il s'agit de la commune la plus à l'est de la Slovaquie, elle est éloignée de 428,8 km de Záhorská Ves, commune la plus à l'ouest du pays.

## Histoire
La première mention écrite du village date de 1630.

## Démographie

### Évolution de la population
| Année:               | 1994. | 2004.    | 2014.    | 2024.    |
| -------------------- | ----- | -------- | -------- | -------- |
| Nombre de personnes: | 373   | 323      | 290      | 231      |
| Différence:          |       | -13,40 % | -10,21 % | -20,34 % |

| Année:               | 2023. | 2024.   |
| -------------------- | ----- | ------- |
| Nombre de personnes: | 236   | 231     |
| Différence:          |       | -2,11 % |